# PINK de Thierry
PINK de Thierry, geboren als Helena Scheerder (Haarlem, 17 december 1943 – Amsterdam, 25 februari 2023), was een Nederlands beeldend kunstenaar, bekend vanwege haar performances. PINK was performancekunstenaar, tekenaar, collagist en acteur.
De performanceprojecten van PINK spelen zich meestal af in het publieke domein en vaak ook op schaal van de stad. In een van haar projecten in 1988 reisde zij bij wijze van performance gedurende dertig dagen met foto's van haar werk, afgedrukt op een rol schilderslinnen in een golfbag, langs musea in de VS en bezocht zo museumdirecteuren. Een ander voorbeeld is dat zij in 1994 een onderdeel van de Nederlandse Koninklijke Landmacht leidde bij het construeren van Checkpoint Hollandsch Arcadia in Hoofddorp. Daarnaast voerde zij verschillende projecten uit met MWC (Man Woman Child): in een van deze projecten leefden MWC honderd dagen in de openbare ruimte van de stad (At Home, 1984), met een geschilderd, tweedimensionaal 'droomhuis' op ware grootte als achtergrond.

## Vroege jaren

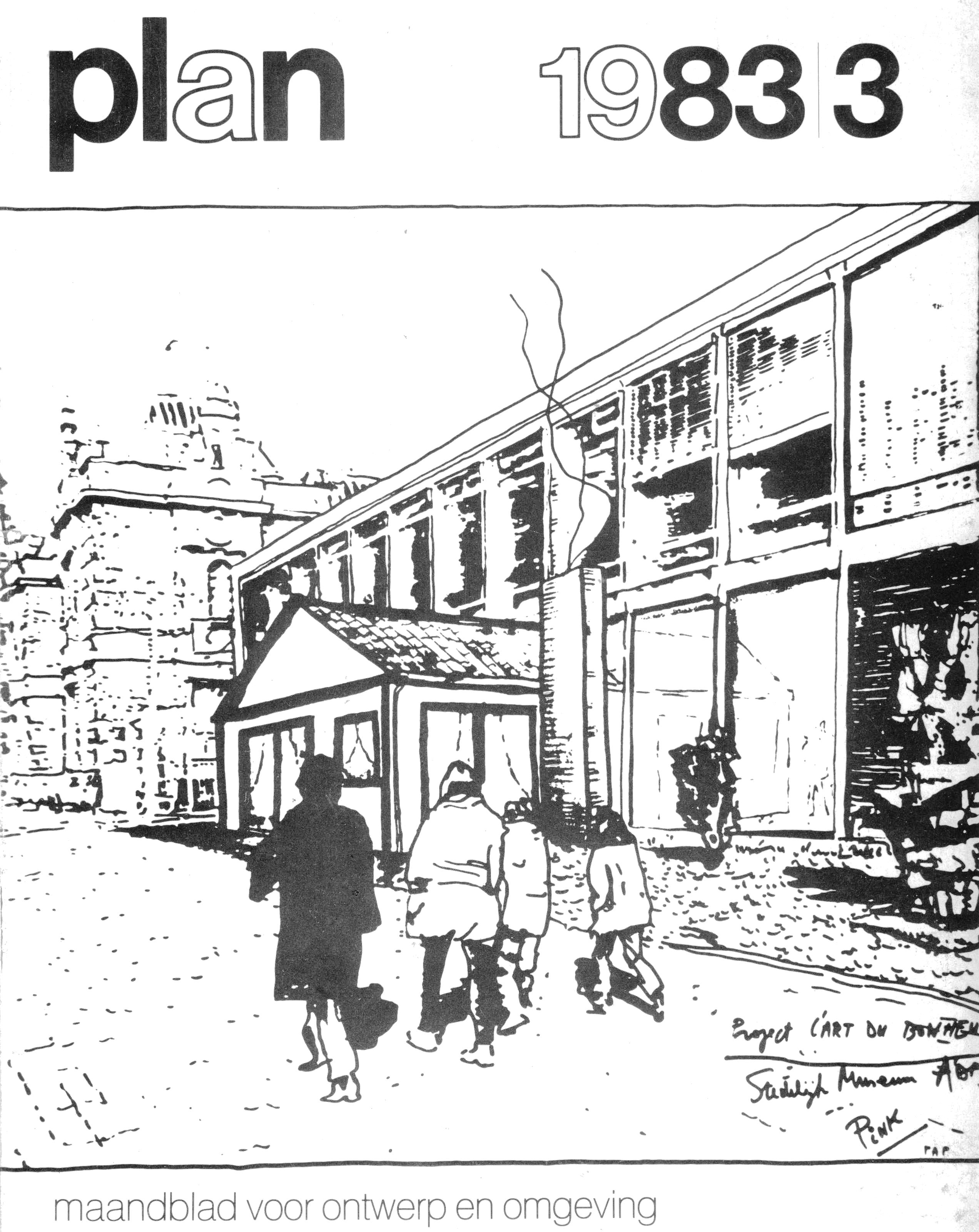
Het kerstproject uit 1983 waarin een man, vrouw en een kind twee weken leven in een huis deels binnen en deels buiten de Sandbergvleugel van het Stedelijk Museum Amsterdam

### België, 1963–1971
1. PINK begon haar werkzame leven als actrice. Zij trad op podia in Brussel op onder de naam Helen Pinck en/of Helen Pink[2]. Tijdens haar periode in Brussel werd PINK beïnvloed door de ontwerper en kunstenaar Raphaël Opstaele (1934-2018)[3], door de dichter Marcel van Maele (1931-2009)[4], door dichter en kunstenaar Marcel Broodthaers en architect Jef De Groote.

In de herfst van 1968 kregen acteur André Desrameaux en PINK van de Universiteit van Leuven de opdracht om een experimenteel theaterstuk te maken. In de performance die hieruit resulteerde, Erektion, traden acteurs op die tekst en zang ten gehore brachten op een constructie met meerdere verdiepingen boven het publiek. Erektion werd uitgevoerd door de, mede door PINK opgerichte, kunstgroep Mass Moving.
Door haar deelname aan een performance van James Lee Byars in Antwerpen in 1969 ging PINK zich steeds meer interesseren voor de beeldende kunst. De wethouder van cultuur in Utrecht, Jan Juffermans, gaf PINK, Opstaele en De Groote opdracht om een openluchtevenement te organiseren. Dit leidde tot de voorstelling Motion (1969), eveneens uitgevoerd door Mass Moving. In 1971 en 1972 was ze met Mass Moving ook betrokken bij projecten in Arnhem (Ludic Environment Machine (L.E.M.) voor het Sonsbeek Buiten De Perken festival) en op het San Marcoplein ten tijde van de Biënnale van Venetië (Butterfly Project).

### Reizen en terugkeer naar Nederland, 1972–1980
PINK verliet de kunstgroep Mass Moving in 1972 en vestigde zich in Nederland. In de periode 1972-1980 werkte ze met onder anderen haar studenten aan verschillende projecten. Zij reisde naar West-Afrika om daar lokale rituelen te onderzoeken, studeerde Japans theater bij Yoshi Oida bij het Centre International de Recherche Théâtrale (CIRT) van Peter Brook in Parijs en woonde oude rituelen bij in Japan.

## Performances

### MAN VROUW KIND, andere performances, 1980–1990 (selectie)

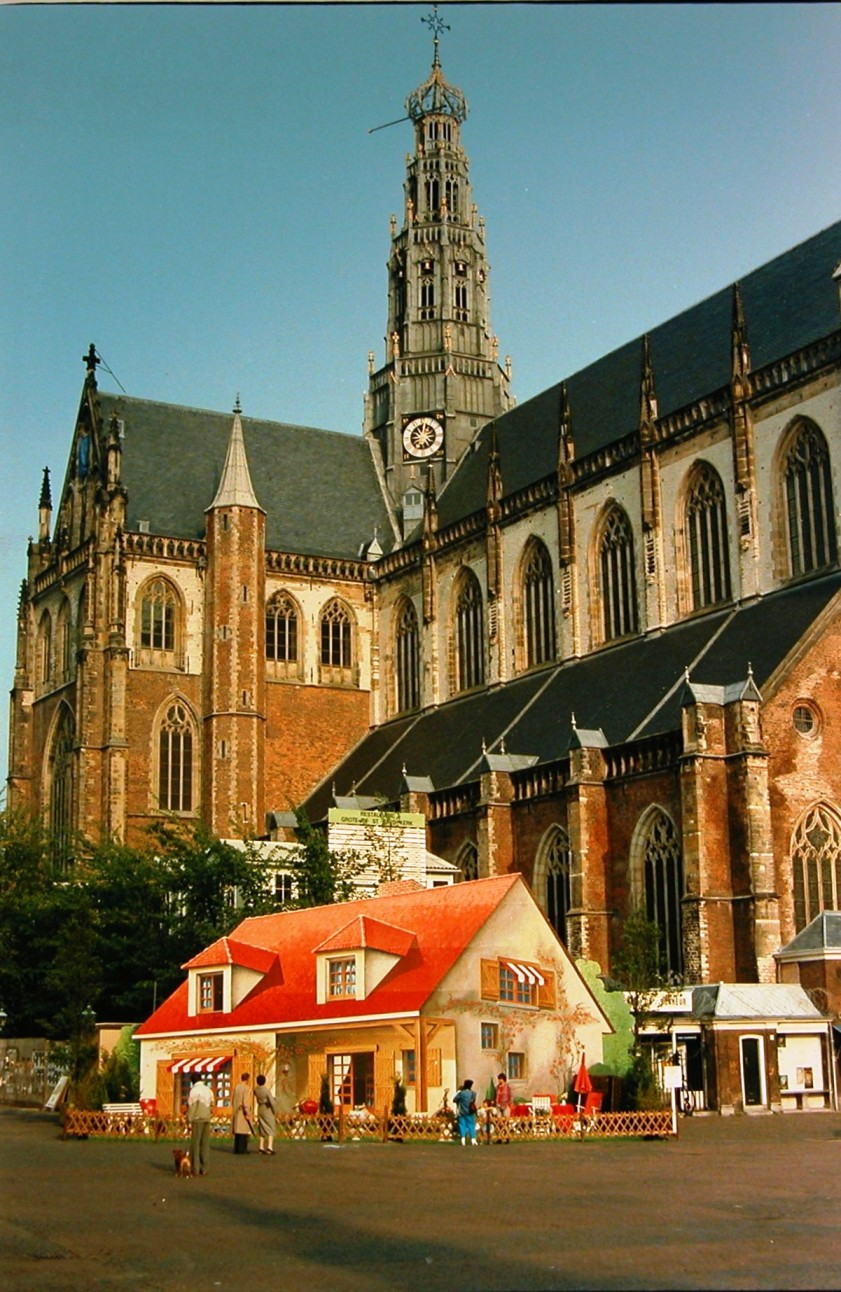
At Home (1984) MAN VROUW KIND leven gedurende 30 dagen in een schilderij op de Grote Markt in Haarlem

Tussen 1980 en 1995 voerde PINK een aantal performanceprojecten uit onder de titel L'Art du Bonheur, met telkens een hoofdrol voor de drie-eenheid MAN VROUW KIND, of Man Woman Child (MWC), meestal combinaties van performance, installaties, foto's en videokunst. Grote fotoportretten van MWC, "staatsieportretten", en soms ook video- en filmmateriaal, zijn van de projecten overgebleven.
In 1981 woonden MWC gedurende dertig dagen in een speciaal gebouwd en ingericht appartement, onder de titel Oost West, Thuis Best. Deze performance vond plaats binnen de tentoonstelling in De Meervaart ter gelegenheid van het Holland Festival in Amsterdam. Dertigduizend bezoekers liepen langs en konden binnenkijken, terwijl MWC in hun appartement hun leven van alledag leefden. Over het project verscheen een dagboek (in de vorm van een kunstenaarsboek in een perspex cassette) en een gefotografeerd "staatsieportret".
In VideoSketchBook uit 1983 leefden MWC steeds gedurende een hele dag in een opeenvolgende reeks van twaalf rijtjeshuizen uit de jaren 1930 in een Nederlandse provinciehoofdstad. PINK werkte deze performance om naar een videoinstallatie met twaalf foto- en dertien filmportretten (in 2018 verworven voor de deelcollectie Na-Oorlogse Kunst van het Koninklijk Oudheidkundig Genootschap en ondergebracht in het Rijksmuseum Amsterdam), die o.a. in het Frans Hals Museum in Haarlem te zien was, maar ook in Middelburg, Arnhem, Rome, Edinburgh en Zagreb.
In 1984 leefden MWC gedurende dertig dagen in At Home, in een op ware grootte door een filmafficheschilder op houten panelen geschilderd, tweedimensionaal "droomhuis", geplaatst op de Grote Markt in Haarlem. Het dagelijkse leven van het gezin speelde zich af in de voor het huis aangelegde, driedimensionale tuin met kunstgrasveld, plastic zandbakje en barbecue.
In TeaTime (1986), een VPRO-televisieproject, gingen MWC in een met een filmcamera vastgelegde performance in Den Haag op theevisite bij een prominente familie (van de ambassadeur van België en zijn echtgenote), die eindigde met het maken van een officieel "staatsieportret" van MWC met de gastheer en -vrouw door de Haagse hoffotograaf Max Koot.
In 1988 voerde PINK het project Ter Zake. Business as Usual. USA uit, waarbij zij, in het gezelschap van haar "financieel adviseur", met een grote, professionele golftas op wielen met daarin een rol schilderslinnen van 26 m lengte met daarop foto's van haar andere werken, langs Amerikaanse musea ging om zaken te doen met de museumdirecteuren. Met dit project wilde PINK uiting geven aan haar visie op de ontwikkeling van het modern kunstenaarschap, waarbij van kunstenaars verwacht werd, dat zij als zakenmensen hun kunst presenteren en actief zijn met marketing en sales voor hun kunst. Er verschenen drie op groot formaat geprinte "staatsieportretten" van de kunstenaar op locaties in Houston, Los Angeles en New York. Het werk maakt sinds 1995 als installatie deel uit van de rijkscollectie. 

In Standing stone (1989) wandelden MWC met een zwerfkei als hun enige bagage vanuit Amsterdam naar de Noordzeekust bij Zandvoort. Onderweg werd gedineerd en overnacht in de Renaissancezaal van het Frans Hals Museum in Haarlem. De volgende dag wandelden MWC van Haarlem naar Zandvoort en stonden vervolgens boven op de zwerfkei, geplaatst in de branding op het punt tot waar het gletsjerijs ten tijde van het Saalien ooit reikte. Daar werd vervolgens een "staatsieportret" gemaakt van MWC, staand boven op de zwerfkei in de branding. De zwerfkei werd later voor het toenmalige atelier van PINK aan de Overtoom 16 in Amsterdam geplaatst.

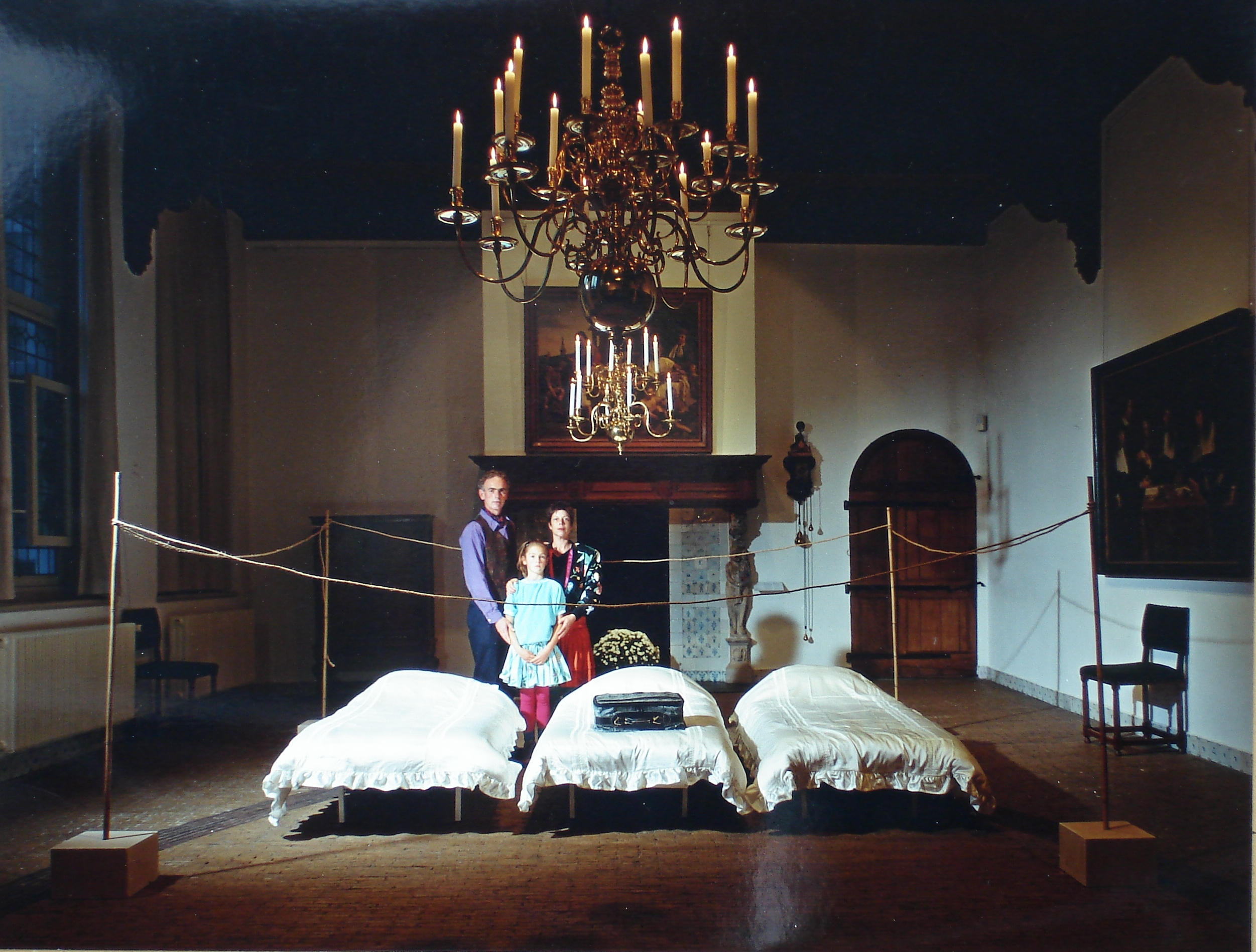
Standing Stone (1989); een wandeling van MWC met overnachting in de Renaissancezaal van het Frans Hals Museum, Haarlem

In het Electronische schilderij, tijdens de expositie Tomorrow is Yesterday uit 1990 in Museum Prinsenhof in Delft, verwijderde een museumconservator met witte handschoenen een paneeltje van een onbekende meester van de heilige familie van de museumwand en verving het werk door een ingelijste foto van MWC tijdens hun nachtelijk verblijf in het Frans Hals Museum in 1989, in het kader van het project Standing Stone. Een video-opname van het tijdelijk verwijderde schilderij werd getoond op een kleine monitor in een geopend safeloket op een marmeren sokkel onder de ingelijste foto. Bij sluitingstijd van het museum werd de safe op slot gedaan.

### Betreden van Arcadia, 1990–1995
In de jaren 1990–91 betraden MWC twee maanden lang onder de titel Et in Arcadia Ego Sum, netjes gekleed, dagelijks Arcadia: een installatie bestaande uit een vierkant artificieel, groen plastic landschap met een half geopende gele deur in het midden, omringd door bloemen en vier grote groene bomen, alles van vele malen uitvergroot LEGO. De performance vond plaats in het Rheinisches Landesmuseum in Bonn en in het Kunsthaus Hamburg.
In 1992 werd Direction Arcadia, een "staatsieportret", gemaakt van MWC met hun bagage onder een liggend, blauw richtingbord met in wit een pijl en de Japanse tekst アルカヂア (Arcadia). Dit vond plaats op een regenachtig moment op een druk kruispunt in Shinjuku, een wijk van Tokio. PINK bracht het bord met de Japanse tekst in beperkte oplage als multiple uit. 

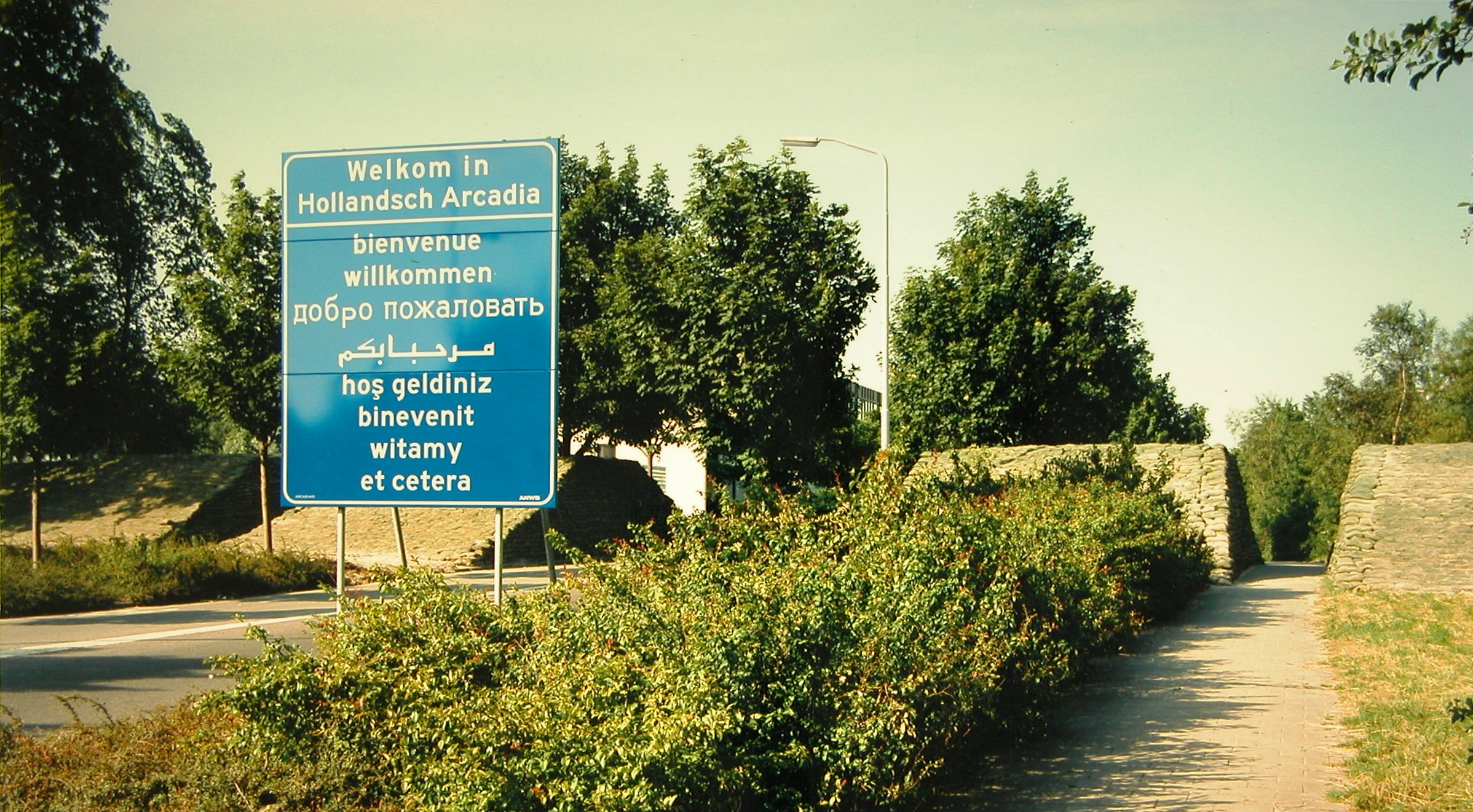
Poort bij Hollandsch Arcadia (1994), Hoofddorp

Poort Hollandsch Arcadia (1994) was een performanceproject, waarin PINK het bevel voerde over een groep militairen van het Nederlandse leger om in een periode van twee weken een bres in de 135-kilometer lange aarden Geniedijk, onderdeel van de Stelling van Amsterdam, aan te helen, met als doel om toekomstige aanvallen op de stad Amsterdam te kunnen weerstaan. Met tweehonderd vrachtwagenladingen zand en dertigduizend zandzakken werd onder leiding van PINK de opening in de dijk versterkt tot een checkpoint. Elke dag om 12.00 uur sprak PINK de manschappen toe, vertelde over het kunstwerk en het doel ervan. Twee officiële ANWB-verkeersborden waren aan weerszijden van het checkpoint geplaatst met aan de ene kant de tekst Welkom in Hollandsch Arcadia en aan de andere kant Tot ziens in Arcadia, in de talen van de vroegere bezetters van Nederland (inmiddels leden van de Europese Unie) en in de taal van immigranten die in de jaren 1990 als ongewenst Nederland moesten verlaten.

## Werken na 1995

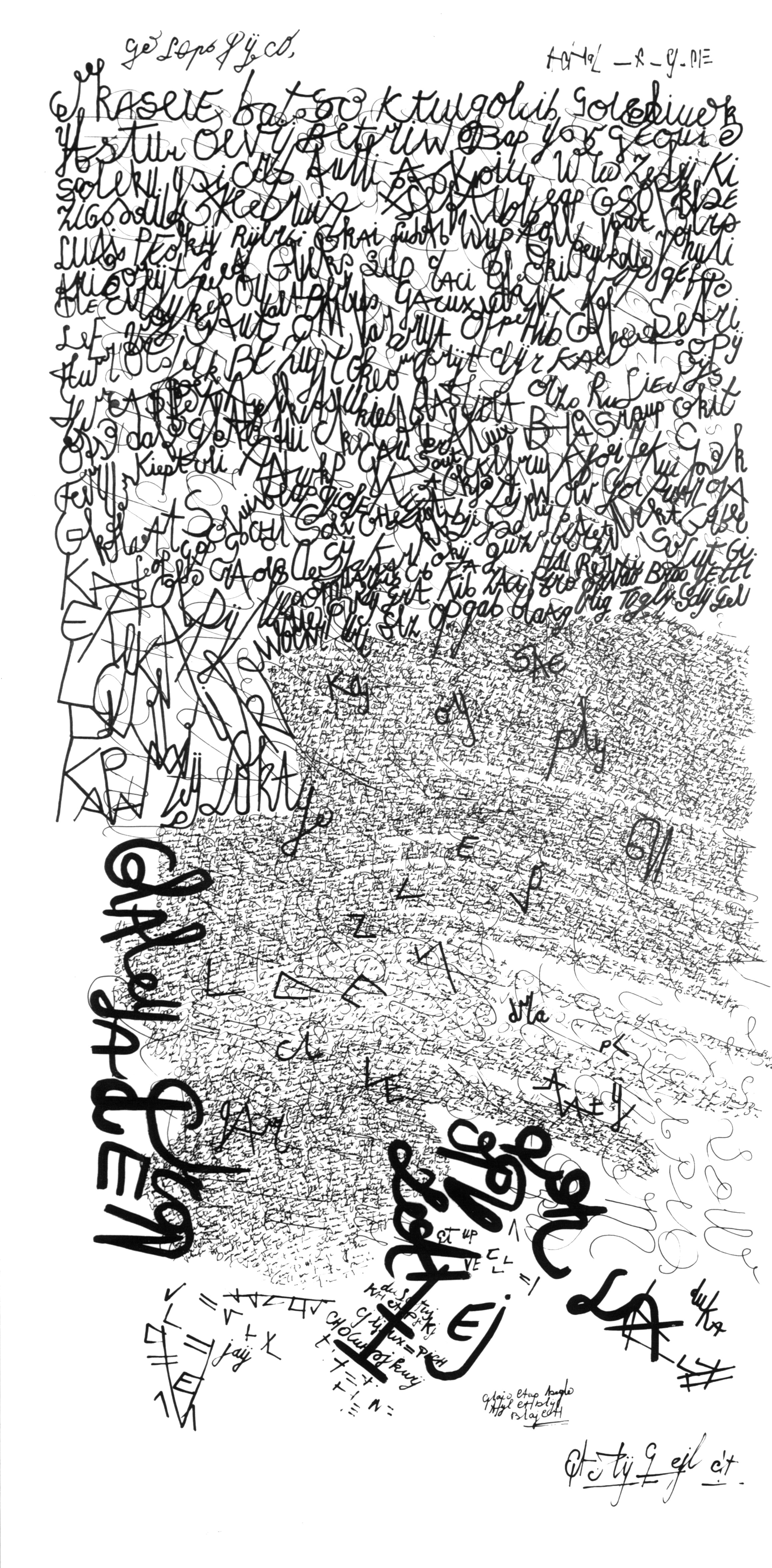
Brief uit Arcadia nr. 44A (1996), Oost-Indische inkt op doek, 170x120 cm

Vanaf de tweede helft van de jaren 90 vindt een belangrijke verandering plaats in het werk: de grote (performance)projecten in de publieke ruimte maken plaats voor werk dat in de beslotenheid van haar atelier in Amsterdam tot stand komt. De kunstenaar startte een serie van naar haar zeggen strikt persoonlijke, intieme maar onleesbare brieven en werkte aan collage-werken.

### Brieven uit Arcadia (1995-2010)
Brieven uit Arcadia, gemaakt met rietpen en zwarte inkt op wit geprepareerd schilderslinnen of op palimpsest, zijn in onleesbare alfabetten geschreven schilderijen. Vaak zijn de brieven meerdelig en bestaan uit verschillende doeken, overwegend van groot formaat (ca. 120x150cm per doek) tegen elkaar aan, waaroverheen de brief geschreven is. In een enkele brief hanteerde ze meerdere schrijfrichtingen, 'lettertypen' en korpsgrootten. In de serie Brieven aan familie richtte PINK zich op deze manier, in haar eigen taal en handschrift, tot kunstenaars en schrijvers die ze als familie of zielsverwanten beschouwde en die in musea en bibliotheken voortleven. Voorbeelden zijn de brieven aan Samuel Beckett, Franz Kafka, Velimir Chlebnikov, James Lee Byars, Louis-Ferdinand Céline, Joseph Beuys, Piet Mondriaan, Kazimir Malevich, Marcel Broodthaers, Alberto Giacometti en aan "De onbekende kunstenaar".

### Na 2010
In de periode 2010-2011 maakte PINK Documented Documents, een reeks van honderdtwintig collages op papier, gebaseerd op haar archieven. Ze maakte ook een aantal andere collage schilderijen zoals Portrait of Ernst Gombrich – Où est l'Original, d'après MB (2011-2012), Torn Mirages (2012–2013). In 2015 voltooide PINK Data Parade, een serie van vierentwintig tekeningen die geïnspireerd zijn op het groeiende gebruik en belang van data in alle sectoren van de maatschappij.

## Exposities in musea
- 1983 Vleeshal, Middelburg, VideoSketchBook (solo)
- 1984 Frans Hals Museum, Haarlem, VideoSketchBook & At Home (solo)
- 1986 Museum Moderne Kunst, Arnhem, VideoSketchBook (ook in 1989, 2004 en 2015)
- 1989 Stedelijk Museum Amsterdam, PINK WORKS 1981 - 1988 (solo)
- 1989 Frans Hals Museum, Haarlem, Back At Home
- 1990 LVR-LandesMuseum, Bonn, Et in Arcadia Ego Sum in: Schräg|Tegendraads
- 1991 Kunsthaus, Hamburg, Et in Arcadia Ego Sum in: Schräg|Tegendraads
- 1993 Van Reekummuseum, Apeldoorn, Bateaux pour l'Arcadie III in: Papier Per SE
- 1998 Frans Halsmuseum, Haarlem, Nieuw Werk van PINK
- 2015 Museum Arnhem, in: Spiegeloog
- 2022 Museum Arnhem, in: How Dare You Make Me Feel This Way
- 2023 Frans Halsmuseum (locatie HAL), Haarlem, PINK de Thierry - Leven in Kunst (solo)[13]

## Performanceprojecten
- 1981 Holland Festival, De Meervaart, Amsterdam, East West Home is Best, in: "Kitsch uit de Kunst"
- 1984 Frans Hals Museum, Haarlem, At Home & VideoSketchBook
- 1984 KunstenaarsCentrumBergen (KCB), Bergen, At Home
- 1984 Vleeshal, Middelburg, At Home in: "De Gentse Collectie"
- 1986 VPRO tv-uitzending, TeaTime
- 1988 MoCA, Los Angeles, Ter Zake. Business as Usual. USA 1988
- 1989 Frans Hals Museum, Haarlem, Standing Stone (overnachting MWC in het museum)
- 1989 Stedelijk Museum, Amsterdam, Ter Zake. Business as Usual. USA 1988, in: "PINK WORKS"
- 1989 RAI, Amsterdam, Ter Zake. Business as Usual. USA 1988
- 1990 Museum Het Prinsenhof, Delft, Electronic Painting, in: "Tomorrow is Yesterday"
- 1990 LVR-LandesMuseum, Bonn, Et in Arcadia Ego Sum, in: "Schräg|Tegendraads"
- 1991 Kunsthaus, Hamburg, Et in Arcadia Ego Sum, in: "Schräg|Tegendraads"
- 1994 Stelling van Amsterdam, Hoofddorp, Checkpoint to Dutch Arcadia, in: "Doorbroken Lijn", met Koninklijke Landmacht

## Collecties (selectie)
Werk van PINK de Thierry, waaronder verschillende "staatsieportretten" uit de (performance)projecten uit de periode 1980-1995, bevindt zich in museale en particuliere collecties in binnen- en buitenland:
- rijkscollectie (beheerd door de Rijksdienst voor het Cultureel Erfgoed)
- Stedelijk Museum, Amsterdam
- Frans Hals Museum, Haarlem
- Museum Arnhem
- Museum Helmond
- Koninklijk Oudheidkundig Genootschap (KOG) in het Rijksmuseum Amsterdam